# Лаурия
Лаурия (итал. Lauria) — коммуна в Италии, расположена в регионе Базиликата, подчиняется административному центру Потенца.
Население составляет 13 801 человек (на 2004 г.), плотность населения составляет 79 чел./км². Занимает площадь 175 км². Почтовый индекс — 85044. Телефонный код — 0973.
Покровителем коммуны почитается святой апостол Иаков Старший, Beato Domenico Lentini. Праздник ежегодно празднуется 25 февраля.